# Zagubiona przyszłość
Zagubiona przyszłość – powieść fantastycznonaukowa Krzysztofa Borunia i Andrzeja Trepki, drukowana w odcinkach na łamach Ilustrowanego Kuriera Polskiego w 1953, jako książka wydana po raz pierwszy w 1954 (ze zmianami recenzenckimi). W wersji pierwotnej ukazała się w 1957. Trzecie wydanie ukazało się w 1986 nakładem Iskier. Kolejne wznowienie ukazało się w 2013 pod szyldem Wydawnictwa Solaris.
Jest to pierwszy tom trylogii. Pozostałe to: Proxima i Kosmiczni bracia.

## Fabuła
CM-2, czyli almeralitowy satelita Celestia, wyruszyła w końcu XX wieku z Układu Słonecznego w kierunku Alfa Centauri. Od wielu pokoleń (jest rok 2407) w beznadziejnej podróży unosi na swych pokładach około pięciu tysięcy ludzi. Niewielkie społeczeństwo jest silnie podzielone na kasty niewolników (Murzynów), robotników, techników, naukowców i rządzących (kapitalistów). Społeczeństwo żyje w niewiedzy co do przyczyn opuszczenia Układu Słonecznego, przekonane, że Ziemię opanowały „czerwone diabły”, obowiązuje zakaz badania przeszłości, a cenzura ingeruje nawet w Biblię. Jedynie prezydent Celestii, będący równocześnie głową Kościoła, wie, że prawdziwą przyczyną było obalenie kapitalizmu, gdy na Ziemi zatriumfował komunizm. Głównym bohaterem jest Bernard Kruk, młody inżynier pełniący ważną funkcję rządowego konstruktora. Prezydent Celestii poleca mu przeróbkę miotaczy do niszczenia meteoroidów, tak aby mogły one niszczyć ciała przelatujące obok. W zamian oferuje mu oszałamiające wynagrodzenie i zgodę na małżeństwo ze swoją córką Stellą. Przypadkowo umowę tę znajduje znajoma dziennikarka Daisy i doprowadza do jej ujawnienia. Wyjaśnienia prezydenta, co do sensu przeróbki, nie budzą niczyjego zaufania. Kruk z przyjacielem, starając się wyjaśnić sprawę, docierają do informacji, że z Celestii został zaobserwowany statek kosmiczny lecący z Ziemi. Przeróbka miotaczy ma umożliwić jego zniszczenie. Krukowi i opozycyjnej wobec prezydenta grupie Nieugiętych udaje się nawiązać kontakt z ziemskim statkiem - Astrobolidem. Wybucha konflikt, zakończony szczęśliwie dzięki interwencji ludzi z Astrobolidu. Dzięki temu uda się mieszkańcom Celestii powrócić na Ziemię. Astrobolid leci dalej, w celach badawczych, w kierunku układu Proxima Centauri, zabierając także dwoje mieszkańców Celestii.

## Analiza i odbiór
Autorzy używają licznych neologizmów, opisując świat przyszłości terminami takimi jak: fotolektor, sigumit, uniwerproduktor, elektryt, antinevon, badon.
Krytyka kapitalizmu przedstawiona w książce była oparta na analizie postępu technologicznego: autorzy prognozowali, że komputeryzacja i automatyzacja doprowadzi do wzrostu bezrobocia, co spowoduje rewolucję proletariatu.
W książce, poza promocją łysenkizmu,  stonowaną w późniejszych edycjach, była też krytykowana nauka o genetyce.
Antoni Smuszkiewicz pisze, że w powieści, podobnie jak w innych utworach wydanych w tym okresie, widać tendencyjność „wynikającą z uproszczonego pojmowania założeń realizmu socjalistycznego, a także z zimnowojennych nastrojów”, ale dostrzega, że w pierwszej części trylogii Borunia i Trepki „stanowisko autorów zostało wyostrzone w stopniu niemal karykaturalnym”. Opisywany obraz stosunków społecznych w Celestii opanowanej przez zwolenników kapitalizmu jest „tendencyjnie przejaskrawioną miniaturą współczesnego świata zachodniego”. Nawet nazwiska bohaterów zostały dobrane stronniczo: o ile nazwiska załogi Celestii wskazują na czysto anglosaskie pochodzenie (Bradley, Green, Morgan), o tyle w Astrobolidzie, wysłanym przez komunistyczne społeczeństwo, załoga nosi już nazwiska wskazujące na międzynarodowy skład (Rita Croce, Władysław Kalina, Zoja Makarowa, Sun Tao-Lai; a najwyższym autorytetem naukowym ekspedycji jest murzynka, Kora Heto). Smuszkiewicz dodaje, że załoga Celestii stanowi modelowo „zwarty kolektyw”, niemniej „bezbarwny i papierowy, mało przekonujący jako zbiór ludzi”.
Andrzej Niewiadowski również ocenia, że autorzy w powieści nakreślili „uproszczone psychologicznie, jednowymiarowe portrety gwiezdnych herosów niosących obcym cywilizacjom idee rewolucji proletariackiej, mierzących kosmos własnymi antropocentrycznymi kategoriami”.
Podobnie Wojciech Kajtoch opisał powieść jako antykapitalistyczną satyrę, "antyutopię w utopii" i literacką wizję komunizmu (podobną do np. Obłoku Magellana Lema). Książka ulegała pewnym zmianom w kolejnych edycjach (np. usunięto fragmenty promujące Łysenkizm). Kajtoch sugeruje też, że powieść mogła być zawoalowaną próbą krytyki totalitaryzmu i Polski ery PRL-u, z czym jednak nie zgodził się Lech Keller, wskazując, że trudno z takim odbiorem powieści pogodzić wątek komunistycznego statku (Astrobolidu).  
Mimo tych zabiegów Mariusz Leś ocenia, że oficjalna polityka literacka PRL-u krytycznie odebrała powieść (podobnie, jak wczesne utwory Lema), gdyż najwyraźniej „wyobrażenia spełnienia komunizmu nie zyskały przychylności władz realizujących program socrealizmu”. 
Piotr Kuncewicz pisząc o trylogii zauważył, że była ona "bardzo krytykowana, wręcz wyszydzana niekiedy, a przecież chętnie czytana", ironicznie komentując fabułę pierwszego tomu, ale także pozytywnie zauważając, że "akcja jest pomysłowa i wręcz błyskotliwa". Ostatecznie krytyk konstatuje, że „mimo socrealistycznych śmieszności to iście gigantyczne dzieło oparło się jakoś czasowi”. 